# سوبرمان (فلم 2025)
سوبرمان (بالإنجليزية: Superman) هو فيلم بطل خارق أمريكي من كتابة وإخراج جيمس غان وهو مبنيٌّ على شخصية قصص دي سي المصورة سوبرمان. الفيلم من إنتاج دي سي فيلمز وتوزيع وارنر برذرز بيكتشرز ويعد أول فيلم قادم في عالم دي سي السينمائي (DCU) وإعادة بدء لسلسلة أفلام سوبرمان. الفيلم من بطولة ديفيد كورينسويت بدور كلارك كنت/سوبرمان ويشاركه التمثيل رايتشل بروسنان وإيزابيلا مونير وإدي غاثيجي وناثان فيليون وأنتوني كاريجان وماريا غابرييلا دي فاريا وسارا سامبايو وسكايلر جيسوندو ونيكولاس هولت وتيرينس روزمور ووندل بيرس وبروت تايلور فينس ونيفا هويل وبيك بينيت وميكايلا هوفر وكريستوفر ماكدونالد وميلي آلكوك. يستكشف الفيلم رحلة سوبرمان للتوفيق بين أصله الفضائي وعائلته البشرية.
بدأ تطوير فيلم سوبرمان جديد مكمل للرجل الفولاذي (2013) بحلول شهر أكتوبر 2014 مع عودة هنري كافيل لدوره كسوبرمان. تغيرت الخطط بعد الإنتاج المضطرب لفيلم فرقة العدالة (2017) وبحلول صيف 2020 تم التأكيد على أن الجزء المتمم لن يحدث. بدأ غان العمل على فيلم سوبرمان جديد في شهر أغسطس 2022. وفي أكتوبر أصبح الرئيس التنفيذي لدي سي فيلمز بالاشتراك مع المنتج بيتر سافران وبدأوا العمل على عالم دي سي سينمائي جديد خلفاً لعالم دي سي الممتد. تم الكشف عن أن غان يكتب الفيلم في ديسمبر. وتم الإعلان عن عنوان سوبرمان: ليغاسي في الشهر التالي، وتم تأكيد أن غان سيخرج الفيلم في مارس 2023، وتم اختيار كورنسويت وبروسنان في يونيو من ذلك العام. تغير العنوان إلى سوبرمان فقط في شهر فبراير 2024 عندما بدأ التصوير في النرويج، تم إنتاج الفيلم في الأساس في استوديوهات ترايليث في أتلانتا بولاية جورجيا، مع التصوير في أماكن مختلفة في جورجيا وأوهايو وانتهى التصوير في يوليو.
عُرض فيلم سوبرمان لأول مرة في مسرح TCL الصيني بتاريخ 7 يوليو 2025، وصدَر في دور العرض الأمريكية عبر شركة وارنر برذرز بيكتشرز في 11 يوليو من نفس العام. يُعد هذا الفيلم الأول ضمن المرحلة الأولى من عالم دي سي السينمائي الجديد، التي تحمل عنوان "الآلهة والوحوش". تلقّى الفيلم مراجعات إيجابية من النقاد وحقق 551 مليون دولار عالميا مقابل ميزانية قدرها 225 مليون دولار ليصبح سابع أعلى فيلم تحقيقًا للإيرادات في عام 2025.

## القصة
منذ ثلاثين عامًا، أرسل جور-إل ولارا لور-فان ابنهما الرضيع كال-إل إلى كوكب الأرض هربًا من دمار كوكب كريبتون الوشيك. نشأ كال-إل بين البشر تحت اسم كلارك كينت، برعاية والديه بالتبني جوناثان ومارثا كينت في بلدة سمولفيل، بولاية كانساس. وبفضل إشعاعات الشمس الصفراء للأرض، اكتسب كلارك قوى خارقة، مما جعله أقوى كائن ميتا-بشري على الكوكب. استُلهم كلارك من الرسالة الوداعية التي تركها له والداه البيولوجيان، والتي كانت قد تضررت أثناء الرحلة إلى الأرض. ومنذ ثلاث سنوات، ظهر علنًا لأول مرة بصفته سوبرمان، بطلًا خارقًا يعمل سرًا على حماية الأرض، بينما يحتفظ بحياة مدنية كصحفي في صحيفة ديلي بلانيت بمدينة متروبوليس، إلى جانب زملائه جيمي أولسن ولويس لاين، التي ترتبط به عاطفيًا وتعرف هويته السرية.
قبل ثلاثة أسابيع، أوقف سوبرمان غزوًا شنته بورافيا، وهي حليفة للولايات المتحدة، على دولة مجاورة تُدعى جارهانبور. مما أثار قلق المسؤولين الأمريكيين حول إمكانية تحوّله إلى تهديد، فطمأنهم الملياردير ليكس لوثر، ومن بينهم الجنرال ريك فلاج الأب، بأنه يمتلك الوسائل لقتل سوبرمان إذا لزم الأمر. خلال المواجهة الأولى، هُزم سوبرمان على يد شخصية غامضة تُدعى "مطرقة بورافيا"، التي اتضح لاحقًا أنها ألترمان متخفيًا، وقد برر أفعاله بانخراط سوبرمان في النزاع. غير أن العالم لا يعلم أن ألترمان يعمل سرًا لصالح لوثر، الذي يتحكم به عبر طائرات مسيرة. بعد إصابته، أنقذه الكلب كريبتو وأخذه إلى حصن العزلة في القارة القطبية الجنوبية، حيث تعافى سوبرمان عبر التعرّض لإشعاع شمسي مركز. لاحقًا، تسلل لوثر إلى الحصن برفقة ألترمان والمهندسة ذا إنجنير، حيث سرقوا رسالة من والدي سوبرمان، ثم اختطفوا كريبتو.
بينما كان سوبرمان يقاتل إلى جانب أبطال فريق عصبة العدالة (Justice Gang)—ومن بينهم اللانترن الأخضر، ومستر تيريڤك، وهوك غيرل—في مواجهة كايجو (وحش عملاق) صمّمه ليكس لوثر كتشتيت للأنظار، كان لوثر يعمل في الخفاء على فك تشفير الرسالة الكريبتونية الكاملة التي تركها والدا سوبرمان. تكشف الرسالة عن دعوة جور-إل ولارا لابنهما كال-إل لغزو الأرض، ولو تطلّب الأمر إزهاق أرواح لا حصر لها. قام لوثر ببث الرسالة علنًا للعالم، مما أدى إلى انقلاب الرأي العام ضد سوبرمان، وسط شكوك حول نواياه وهويته. وبالرغم من براءته، قرر سوبرمان تسليم نفسه طوعًا إلى الحكومة للتحقيق. ونظرًا لقدراته الخارقة، منح الجنرال ريك فلاج الأب الوصاية على سوبرمان إلى ليكس لوثر.
قام ليكس لوثر بسجن سوبرمان داخل بُعد اصطناعي جيبي، يحتجز فيه عددًا من أعدائه وسجناءه، من بينهم الكلب كريبتو والمتحول الميتا-بشري ميتامورفو. مستغلًا طفله الرضيع جوي كرهينة، أجبر لوثر ميتامورفو على إنتاج الكريبتونايت، مما أدى إلى تجريد سوبرمان من قواه.في الوقت نفسه، كشفت إيف تيشماخر، صديقة لوثر، والتي تكنّ مشاعر لـجيمي أولسن، أن لوثر يدعم بورافيا سرًا مقابل حصوله على نصف أراضي جارهانبور بعد انتهاء الحرب. وعقب مشاهدته لوثر وهو يقتل أحد معجبي سوبرمان خلال استجوابه له، قرر ميتامورفو الانقلاب على لوثر ومساعدة سوبرمان. تمكنت لويس لاين من إقناع مستر تيريڤك بالتدخل، ودخلا البُعد الاصطناعي معًا وقاما بإنقاذ الأبطال، قبل أن ينقلوا سوبرمان إلى مزرعة عائلة كينت كي يتعافى. غاضبًا من فشل خطته، أمر لوثر رجاله برفع قدرة مفاعل البُعد الاصطناعي إلى أقصى حد، مما أدى إلى تكوّن ثقب أسود بدأ في تمزيق المدينة وتدميرها.
بينما تصد اللانترن الأخضر، وميتامورفو، وهوك غيرل غزوًا ثانيًا من بورافيا، يخوض سوبرمان ومستر تيريڤك معركة ضد ذا إنجنير وألترمان، في وقت يقترب فيه الثقب الأسود المتنامي من مدينة متروبوليس. بعد هزيمة المهندسة، يكتشف سوبرمان أن ألترمان ليس سوى استنساخ غير ذكي له، صُنع خصيصًا كأداة قتالية. يتمادى ليكس لوثر في سعيه لهزيمة سوبرمان، ويرفض إغلاق الثقب الأسود رغم انقسام المدينة إلى نصفين نتيجة قوته التدميرية. يتمكن سوبرمان من هزيمة ألترمان عبر دفعه إلى داخل الثقب الأسود، ثم يتوجه مع مستر تيريڤك إلى مقر لوثر لإغلاق المفاعل، مما يؤدي إلى إغلاق الثقب الأسود وإنقاذ المدينة. في هذه الأثناء، تكشف لويس لاين وجيمي أولسن مؤامرة لوثر للعامة، مما يُعيد الاعتبار إلى سوبرمان ويبرئه من التهم. تقوم هوك غيرل بإسقاط فاسيل غوركوس، رئيس بورافيا، من ارتفاع شاهق ما يؤدي إلى مقتله، وتُحتفى "عصبة العدالة" كأبطال، إلى جانب أحدث أعضائها، ميتامورفو.
يُلقى القبض على لوثر ومعاونيه، بينما يتشارك سوبرمان ولويس قبلة رومانسية. لاحقًا، وأثناء تعافي سوبرمان من إصاباته في حصن العزلة، تعود ابنة عمه كارا زور-إل (سوبرغيرل) في حالة سُكر لاستعادة كريبتو. وخلال فترة تعافيه، يسترخي سوبرمان بمشاهدة لقطات من طفولته مع والديه بالتبني جوناثان ومارثا كينت. في أعقاب الأحداث، يعمل سوبرمان ومستر تيريڤك على إعادة إعمار المدينة.

## طاقم التمثيل
- ديفيد كورينسويت بدور سوبرمان/كلارك كينت: ناجٍ من كوكب كريبتون وصحفي شاب يعمل لصالح صحيفة ديلي بلانيت في ميتروبوليس. قال المخرج جيمس غان إن نسخة الفيلم من سوبرمان ستكون عمرها حوالي 25 عامًا، مما يجعله أكثر نضجاً من نسخة توم ويلينج من مسلسل سمولفيل (2001-2011) ولكنه أصغر من نسخة هنري كافيل من عالم دي سي الممتد (دي سي إي يو). وصف المنتج بيتر سافران نسخة الفيلم من سوبرمان بأنها "تجسيد للحقيقة والعدالة والطريقة الأمريكية؛ إنه اللطف في عالم يعتقد أن اللطف قديم الطراز".
- رايتشل بروسنان بدور لويس لين: مراسلة لصحيفة ديلي بلانيت وزميلة مقربة من كلارك. وصفت بروسنان لويس بأنها "ذكية للغاية" وشجاعة.
- إيزابيلا مونير بدور هوكغيرل:
 بطلة خارقة بأجنحة وأسلحة قتالية مختلفة. طول ميرسيد القصير الذي يبلغ 5 أقدام و1 بوصة (1.55 مترًا) يميزها عن أبطال عالم دي سي الآخرين.[8] شعرت ميرسيد أن دورها كآنيا كورزون في فيلم مدام ويب (2024) من عالم سبايدر مان من سوني ساعد في إعدادها للعب دور هوك جيرل، على الرغم من أنها لم تخبر صناع أفلام سوبرمان عن ذلك الدور في حالة عدم رغبتهم في لعب كليهما.
- إدي غاثيجي بدور مايكل هولت/مستر تيرفيك: بطل خارق ومخترع
- ناثان فيليون بدور جاي جاردنر / الفانوس الأخضر: حارس سلام مجري قاحل في فيلق الفانوس الأخضر. يحتفظ الفيلم بقصّة الشعر الشهيرة للشخصية من القصص المصورة. سبق أن جسد فيليون شخصية كوري بيتزنر / تي دي كيه في فيلم الفرقة الانتحارية (2021).
- أنتوني كاريجان بدور ريكس ماسون / ميتامورفو: عالم آثار وبطل خارق يستطيع "تحويل العناصر في جسده إلى أشكال مختلفة". قال كاريجان إنه كان من المنعش أن يلعب دور بطل خارق بعد أن جسد سابقًا شخصية الشرير فيكتور زاسز في مسلسل غوثام التلفزيوني (2014-2019).
- ماريا غابرييلا دي فاريا بدور أنجيلا سبيكا / المهندسة: عضوة في ذا أثورتي تأتي قدراتها من تكنولوجيا النانو المدمجة في جسدها.
- سارا سامبايو بدور إيف تيشماخر: مساعدة ليكس لوثر وعشيقته
- سكايلر جيسوندو بدور جيمي أولسن: مصور شاب يعمل في صحيفة ديلي بلانيت وزميل كلارك
- نيكولاس هولت بدور ليكس لوثر:
 رجل أعمال وعدو سوبرمان اللدود. استوحى هولت إلهامه من أداء مايكل رويزنباوم لشخصية ليكس لوثر في مسلسل سمولفيل، واختار التدرب على الدور بناءً على تصوير لوثر في القصص المصورة نجم النجوم سوبرمان (2005-2008) من تأليف غرانت موريسون وفرانك كويتلي. حلق ابنه خواكين رأس هولت استعدادًا للدور. استوحى غان إلهامه للشخصية من سلسلة الكتب المصورة المحدودة ليكس لوثر: مان أوف ستيل (2005) بالإضافة إلى نسخة لوثر "العبقرية العلمية المتهورة" في الكتب المصورة من الخمسينيات والستينيات لجيري سيغل
- تيرينس روزمور بدور أوتس: تابع لوثر المخلص
- وندل بيرس بدور بيري وايت: رئيس تحرير صحيفة ديلي بلانيت
- بروت تايلور فينس بدور جوناثان كينت: والد كلارك بالتبني
- نيفا هاويل بدور مارثا كينت: والدة كلارك بالتبني
- بيك بينيت بدور ستيف لومبارد: مراسل في ديلي بلانيت
- ميكايلا هوفر بدور كات غرانت: كاتبة عمود في ديلي بلانيت
- ميلي آلكوك بدور سوبرغيرل/كارا زور إل: قريبة سوبرمان التي نشأت على قطعة من كوكب كريبتون وشاهدت كل من حولها يموتون، مما جعلها شخصًا أكثر إرهاقاً من قريبها الذي نشأ على الأرض من قبل والدين محبين.

## الإنتاج

### خلفية
كانت شركة وارنر براذرز بيكتشرز تخطط في عام 2012 لفيلم الرجل الفولاذي (2013)، استناداً إلى شخصية سوبرمان من دي سي كومكس، لبدء عالم مشترك، والذي أصبح يُعرف باسم "عالم دي سي الموسع" (DCEU). أعلنت عن قائمة كاملة من أفلام دي سي في أكتوبر 2014، مع إعطاء الأولوية لفيلم باتمان ضد سوبرمان: فجر العدالة (2016) باعتباره ثاني فيلم من عالم دي سي بعد فشل فيلم الرجل الفولاذي في تلبية التوقعات المالية للاستوديو. وعلى الرغم من ذلك، فقد قالوا إن تكملة للفيلم قيد التطوير مع هنري كافيل مقرر أن يجسد دور كلارك كينت / سوبرمان مرة أخرى. قال مخرج فيلم الرجل الفولاذي زاك سنايدر إنهم كانوا يفكرون في الكريبتونيين المسجونين من الفيلم الأول وشخصية برينياك كأعداء للجزء الثاني قبل بدء العمل على فيلم باتمان ضد سوبرمان. كان تكملة فيلم الرجل الفولاذي قيد التطوير كأولوية قصوى للاستوديو في أغسطس 2016، وهو ما أكده مدير كافيل داني جارسيا في الشهر التالي. قالت إيمي آدمز، التي جسدت دور لويس لين في فيلم رجل من حديد، في نوفمبر أن الاستوديو كان يعمل على السيناريو. كان ماثيو فون هو الخيار الأول لشركة وارنر براذرز لإخراج الفيلم وأجرى محادثات أولية حوله بحلول مارس 2017. كان فون وكاتب القصص المصورة مارك ميلر قد طرحا سابقاً ثلاثية سوبرمان جديدة قبل تطوير فيلم الرجل الفولاذي، حيث لن يحدث تدمير كوكب كريبتون إلا بعد أن يكبر سوبرمان بالفعل على الكوكب. بعد الإنتاج المضطرب لفيلم فرقة العدالة (2017)، أعادت شركة وارنر براذرز التفكير في نهجها تجاه مشاريع دي سي. وقال منتج فيلم "فرقة العدالة" تشارلز روفن إن أفكار القصة تمت مناقشتها ولكن لم يكن هناك نص.
قبل إصدار فيلم مهمة مستحيلة: سقوط في يوليو 2018، طرح المخرج كريستوفر ماك كويري والمشارك في البطولة كافيل وجهة نظرهما حول فيلم سوبرمان الجديد، لكن شركة وارنر براذرز لم تتابع الفكرة. في وقت لاحق من عام 2018، طلب الاستوديو من جيمس غان كتابة وإخراج فيلم سوبرمان، لكنه لم يكن متأكداً مما إذا كان يريد تولي الشخصية. لم تكن لديه رؤية واضحة لمثل هذا الفيلم، خاصة وأن سوبرمان كان شخصية معروفة على عكس فريق حراس المجرة الذين قام بتكييفهم لصالح استوديوهات مارفل في فيلم حراس المجرة (2014). اختار غان أن يصنع فيلم الفرقة الانتحارية (2021) بدلاً من ذلك، قائلاً انه "الخيار الاسهل". في سبتمبر انتهت المفاوضات مع كافيل لإعادة تمثيل دوره في ظهور قصير في فيلم شازام! (2019) بسبب مشاكل في العقد، بالإضافة إلى تعارض في الجدول الزمني مع التزامات كافيل في فيلم المهمة المستحيلة. ورد أن الممثل قد انفصل عن الاستوديو، مع عدم وجود خطط له لإعادة تمثيل دوره في مشاريع مستقبلية، لكن كافيل قال في نوفمبر 2019 أنه لم يتخل عن الشخصية ولا يزال يريد أن ينصف الدور. في ذلك الوقت لم تكن شركة وارنر براذرز متأكدة من الاتجاه الذي ستتخذه الشخصية وكانت تتحدث إلى "موهبة بارزة" حول الملكية، بما في ذلك جاي جاي أبرامز - الذي وقعت شركته باد روبوت صفقة شاملة مع الشركة الأم لشركة وارنر براذرز وارنر ميديا - ومايكل بي جوردن، الذي قدم نفسه كنسخة سوداء من الشخصية. بحلول مايو 2020 لم تعد شركة وارنر براذرز تعمل على تطوير تكملة لفيلم الرجل الفولاذي، لكن كافيل كان في محادثات للظهور في فيلم دي سي مستقبلي مختلف. تم الكشف في فبراير 2021 عن أن تا-نهيسي كوتس يكتب فيلم سوبرمان جديد كان أبرامز ينتجه. كان من المتوقع أن يضم الفيلم ممثلًا أسود يجسد دور سوبرمان، مع إمكانية أن يتولى جوردان الدور.

### تطوير

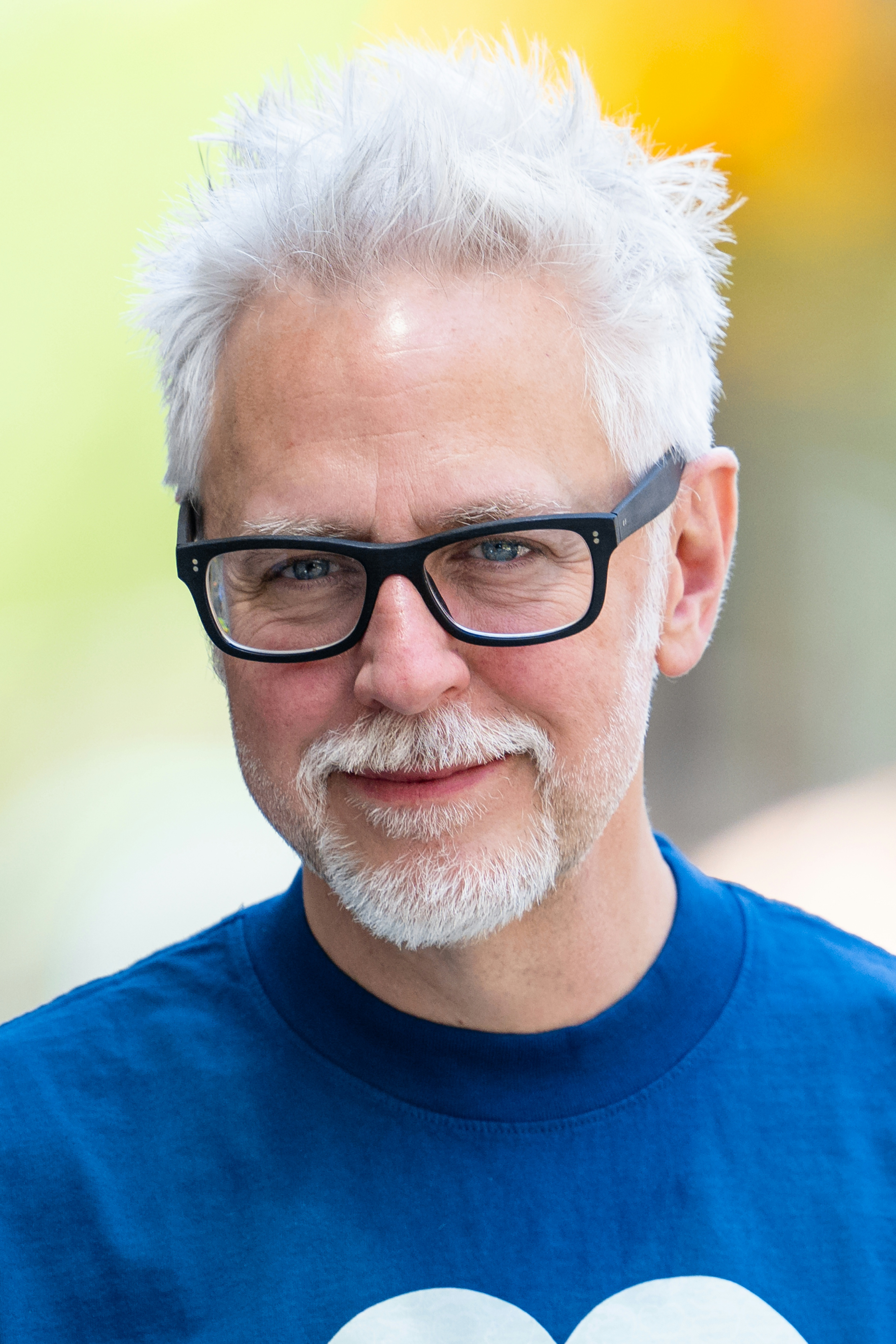
الكاتب والمخرج جيمس غان أثناء تصوير الفيلم في يونيو 2024

في أبريل 2022، اندمجت شركتا ديسكفري، إنكوربوريتد ووارنر ميديا لتصبحا وارنر براذرز ديسكفري (دبليو بي دي)، بقيادة الرئيس والمدير التنفيذي ديفيد زاسلاف. كان من المتوقع أن تعيد الشركة الجديدة هيكلة دي سي إنترتينمنت، وبدأ زاسلاف في البحث عن شخصية تعادل رئيس استوديوهات مارفل كيفن فايغي لقيادة الفرع الجديد. شعر زاسلاف ودبليو بي دي أن "دي سي" تفتقر إلى "استراتيجية إبداعية ومتكاملة للعلامة التجارية" وأنهم كانوا يقللون من استخدام شخصية سوبرمان. على مر السنين، فكر جيمس غان في كيفية التعامل مع شخصية سوبرمان إذا أتيحت له فرصة أخرى، وحوالي أواخر أغسطس 2022، تم التعاقد معه للعمل على فيلم سوبرمان لا يعتبر تكملة لفيلم "الرجل الفولاذي" وسيكون مستقلاً عن كون "دي سي" السينمائي الموسع. أمضى زاسلاف وقتًا مع غان أثناء كتابته للسيناريو.
ظهر هنري كافيل بشكل خاص في مشهد ما بعد تترات فيلم بلاك آدم من كون "دي سي" السينمائي الموسع، والذي صدر في أكتوبر 2022، وورد أن شركة وارنر براذرز كانت تسعى مرة أخرى لإنتاج جزء ثانٍ لفيلم الرجل الفولاذي بقيادة كافيل. كان تشارلز روفن ينتج الفيلم، وكان الاستوديو يبحث عن كتّاب. أرادوا أن يقوم كريستوفر ماكواري بالإخراج، لكن من غير المرجح أن يكون متاحًا بسبب التزاماته بإخراج أفلام مهمة مستحيلة. كان فيلم تا نيهيسي كوتس لا يزال قيد التطوير. تمت الموافقة على دور كافيل في بلاك آدم من قبل رؤساء أفلام وارنر براذرز مايكل دي لوكا وباميلا أبدي عندما تم التواصل معهما مباشرة من قبل نجم بلاك آدم دوين جونسون. بدأ جونسون في الترويج لفكرة فيلم يجمع بين بلاك آدم وسوبرمان بمشاركة كافيل. وقع الأخير صفقة لمرة واحدة فقط لفيلم بلاك آدم ولم يتلق سوى اتفاق شفهي بأنه سيستمر في أداء شخصية سوبرمان في كون "دي سي" السينمائي الموسع. أعلن كافيل علنًا أنه سيعود بصفته سوبرمان لمشاريع مستقبلية، وقال إن ظهوره في "بلاك آدم" كان "مجرد لمحة صغيرة" عن الخطط المستقبلية. وصرح بأن شخصية سوبرمان ستكون "مبهجة للغاية" في المستقبل. كتب ستيفن نايت معالجة سيناريو للفيلم التكميلي في ذلك الوقت، والتي أفادت التقارير أنها تضمنت شخصية برينياك كخصم، لكن المديرين التنفيذيين في وارنر براذرز لم يكونوا متحمسين لأسلوبه. وتم ترشيح مايكل بي لاحتمال إخراج الفيلم.
في نهاية أكتوبر 2022، تم الإعلان عن جيمس غان، مخرج فيلم الفرقة الانتحارية، وبيتر سافران، منتج الفيلم نفسه، كرئيسين مشاركين ومديرين تنفيذيين مشاركين لاستوديوهات دي سي ستوديوز التي تشكلت حديثًا. بعد أسبوع من توليهما مهامهما الجديدة، بدأ الثنائي في وضع خطة تتراوح مدتها بين ثمانية وعشرة أعوام لكون دي سي السينمائي الجديد (DCU)، والذي سيكون بمثابة "إعادة تشغيل هادئة" لعالم دي سي السينمائي الموسع. في منتصف نوفمبر، تم الكشف علنًا أن غان يكتب فيلمًا جديدًا لدي سي. أعرب أندريس موسكيتي، مخرج فيلم ذا فلاش من كون دي سي السينمائي الموسع (2023)، عن اهتمامه بإخراج مشروع سوبرمان بنبرة مماثلة لفيلم المخرج ريشارد دونر سوبرمان (1978). في أوائل نوفمبر، أعرب هنري كافيل عن اهتمامه بمشروع مستقبلي يستكشف "قدرة سوبرمان على العطاء والحب" لسكان الأرض وإلهام الآخرين،, وقال إنه يتطلع إلى الاجتماع مع غان لمناقشة الفرص المستقبلية. توقف العمل على تتمة فيلم "الرجل الفولاذي" في وقت لاحق من ذلك الشهر بينما كان غان وسافران يطوران خططهما.
في ديسمبر 2022، صرح جيمس غان أن سوبرمان يمثل أولوية كبيرة، إن لم تكن الأكبر، لاستوديوهات دي سي ستوديوز. بعد ذلك، أعلن علنًا أنه يكتب فيلمًا جديدًا لسوبرمان. من المقرر أن يركز الفيلم على نسخة أصغر من الشخصية، وبالتالي لن يشارك هنري كافيل في بطولته. كان هناك احتمال أن يتولى غان إخراج الفيلم أيضًا. لن يعيد الفيلم سرد قصة أصل سوبرمان، وسيركز عليه كصحفي شاب يتفاعل مع شخصيات رئيسية مثل لويز لين. التقى غان وسافران مع كافيل لشرح قرارهما ومناقشة إمكانية العمل معه في دور مختلف في المستقبل. في 31 يناير 2023، كشف غان وبيتر سافران عن المشاريع الأولى لخطتهم لكون دي سي السينمائي، والتي تبدأ بـ "الفصل الأول: آلهة ووحوش". كان فيلم سوبرمان الخاص بهم هو أول فيلم في هذا الفصل، وحمل عنواناً رسمياً هو سوبرمان: ليغاسي. تم تحديد تاريخ إصداره في 11 يوليو 2025، وهو ما يتزامن مع عيد ميلاد والد غان الراحل. قال غان إن فيلم سوبرمان: ليغاسي سيستوحي إلهامًا خاصًا من الكتاب الهزلي نجم النجوم سوبرمان (2005-2008) لـ غرانت موريسون وفرانك كويتليه. الفيلم مستوحى أيضًا من أفلام رسوم متحركة قصيرة لسوبرمان (1941-1943) وسوبرمان: مسلسل الرسوم المتحركة (1996-2000)، وكذلك استلهم من كتب قصص مصوّرة أخرى مثل: سوبرمان: حق الولادة (2003–2004)، وقصة "براينياك" (2008) وسوبرمان: المعركة الأخيرة (2002) وسوبرمان لكل المواسم (1998) ومملكة الغد (1996) وماذا حدث لرجل الغد؟ (1986).
في مارس 2023، صرح كاتب كون دي سي السينمائي توم كينغ بأن جيمس غان سيتولى إخراج الفيلم أيضًا، وهو ما أكده غان لاحقًا في الشهر نفسه. في ذلك الوقت، تم تأكيد أن بيتر سافران سينتج الفيلم، وذلك من خلال شركة الإنتاج الخاصة به ذا سافران كومباني، مع إنتاج غان للفيلم أيضًا من خلال شركته ترول كورت إنترتينمنت. كان غان مترددًا في إخراج الفيلم، على الرغم من تشجيع سافران وآخرين، حتى أدرك كيف أن التركيز على تراث سوبرمان مع والديه الكريبتونيين الأرستقراطيين ووالديه المزارعين بالتبني من سمولفيل، كانساس، سيثري تصميم الشخصية. شعر غان بارتباط عاطفي بهذا الجانب من الفيلم بسبب والده الراحل. وقال في أبريل إن نبرة الفيلم ستختلف عن أفلامه حراس المجرة (2014-2023)، وأشار إلى أن كلب سوبرمان كريبتو قد يظهر في الفيلم.

### مرحلة قبل الانتاج
بدأ العمل على تصميم الإنتاج وتصميم الأزياء واختيار طاقم التمثيل في أبريل 2023. عادت مصممة الإنتاج بيث ميكل ومصممة الأزياء جوديانا ماكوفسكي للمشاركة في الفيلم بعد عملهما السابق في الفرقة الانتحارية وحراس المجرة 3 من إخراج جيمس غَن. وكان من المقرر أن تبدأ عملية التصوير في يناير 2024. أكّد المخرج جيمس غَن أن شخصية جيمي أولسن ستكون ضمن أحداث الفيلم. كما أوضح أنه لا يهدف إلى تقديم الفيلم كعمل كوميدي، بل يسعى إلى تمييزه عن أفلام سوبرمان السابقة مع الحفاظ على احترام إرث الشخصية. أنهى غَن المسودة الأولى من السيناريو في نهاية أبريل 2023، ولم يكن من المتوقع أن تتأثر عملية الإنتاج بإضراب نقابة كتّاب أمريكا الذي بدأ في أوائل مايو من نفس العام.
كان جيمس غَن يبحث عن ممثل يجسّد شخصية سوبرمان ويتمتع بصفات الإنسانية واللطف والتعاطف، وعبّر عن رغبته في أن يكون الممثل "شخصًا ترغب في أن تعانقه". بحلول أوائل مايو 2023، تم تقديم تسجيلات تجريبية للأدوار الرئيسية: سوبرمان، ولويس لاين، وليكس لوثر. بدأ غَن بمشاهدتها في وقت لاحق من الشهر نفسه، بينما كان يعمل على تصوّر مشاهد الفيلم على لوحات القصة. في تلك الفترة، شاهد غَن فيلم بيرل (2022)، ولاحظ تميز أداء ديفيد كورينسويت، الذي كان قد عبّر سابقاً عن رغبته في أداء دور سوبرمان. وكانت تجربته التمثيلية من أوائل ما شاهده غَن، مما جعله أحد المرشحين الأبرز للدور، وكان من المقرر أن يخضع لاختبار أمام الكاميرا في أوائل يونيو. شملت قائمة المرشحين الآخرين جاكوب إيلوردي، وتوم بريتني، وأندرو ريتشاردسون، إلا أن إلوردي رفض المشاركة في الاختبارات. كما قدم باتريك شوارزنيجر، وبيرسون فودي (الذي ظهر سابقًا في مسلسل سوبرغيرل)، وجاك كوايد (مؤدي صوت سوبرمان في مسلسل الرسوم المتحركة مغامراتي مع سوبرمان) تسجيلات تجريبية للدور. أما بالنسبة لشخصية لويس لاين، فقد خضعت للاختبار كل من [إيما ماكي]] ورايتشل بروسنان وسمارة ويفنغ وفيبي دينيفور، وكانت الأخيرة من أبرز المرشحات النهائيات. قدّمت بروسناهان تسجيلًا تجريبيًا بمساعدة زوجها جيسون رالف، الذي قرأ معها حوارات سوبرمان. كان نيكولاس هولت، الذي كان الوصيف لدور باتمان في الفيلم المنفصل ذا باتمان (2022)، مرشحًا لدور لوثر، لكنه فضّل الترشح لدور سوبرمان، معتبرًا أنه قد يجيد أداء لوثر، لكنه أراد تركيز جهوده على سوبرمان.
غَن أخذ أيضًا في الاعتبار ممثلين من نجوم الصف الأول الذين سبق له العمل معهم، وناقش الدور مع أحد ممثلي حرّاس المجرة الجزء الثالث، ويُعتقد أنه برادلي كوبر. كما أُخذ في الاعتبار ممثلون من أصول أفريقية لتأدية دور لوثر. تمت تجارب الأداء تحت اسم رمزي هو "Apex"، في إشارة إلى نسخة من لوثر في القصص المصورة تُعرف باسم "آيباكس لوثر". إضافةً إلى ذلك، كان من المتوقع تقديم أبطال خارقين آخرين ضمن أحداث الفيلم، بما في ذلك اختيار ممثل من أصول أفريقية لأداء دور مايكل هولت / مستر تيريڤك، وممثلة من أصل آسيوي أو لاتيني لأداء دور شخصية تحمل الاسم الرمزي "Blitz".
أُجريت اختبارات الأداء الحضورية في استوديوهات وارنر برذرز بمدينة بوربانك في ولاية كاليفورنيا، تحت إشراف جيمس غَن وبيتر سافران في منتصف يونيو 2023. شارك الممثلون في اختبارات مكياج وملابس لأدوار كلارك كينت ولويس لاين ضمن الأزواج التالية: نيكولاس هولت ورايتشل بروسناهان، توم بريتني وفيبي دينيفور، وديفيد كورينسويت وإيما ماكي. في المرحلة التالية، خضع المرشحون لدور كينت لاختبارات بالزي الكامل لشخصية سوبرمان، وأُجريت هذه المشاهد أمام إيما ماكي التي أدت دور لويس لاين في كل الحالات. استُخدم أحد الأزياء الأصلية لشخصية سوبرمان التي ارتداها هنري كافيل في عالم دي سي السابق، رغم أن حالته كانت سيئة. ذكر غَن أن توم بريتني "أفسد" الزي، ثم تمزق تمامًا أثناء تجربة كورينسويت، بسبب طوله الزائد. قام غَن بتحرير لقطات الاختبارات وعرضها على لجنة اتخاذ القرار، التي تضمنت ديفيد زاسلاف، ليُعلن في 27 يونيو عن اختيار ديفيد كورينسويت لتجسيد سوبرمان، ورايتشل بروسناهان في دور لويس لاين. تواصل غَن شخصيًا مع الممثلين لإبلاغهم باختيارهم، وقدم عرض الدور لكورينسويت أثناء تصويره لفيلم الأعاصير (2024)، واشترط عليه أن يعامل جميع طاقم العمل بلطف واحترام، مستشهدًا بتجربته الإيجابية مع كريس برات وجون سينا في أعمال سابقة. وتبعت عمليات اختيار الممثلين بقية الأدوار، بما في ذلك أعضاء فريق الأبطال الخارقين ذا أوثوريتي، الذي كان متوقع تقديمهم في فيلم سوبرمان: ليغاسي تمهيدًا لفيلم مستقل خاص بهم. كان الشقيقان ألكسندر وبيل سكارسغارد على القائمة القصيرة لأداء دور ليكس لوثر. ورغم عدم تأكيد عودة هولت لترشيح نفسه للدور، تواصل معه غَن لاحقًا وعرض عليه أداء لوثر، وهو ما قبله هولت بعد أن أدرك أن الشخصية تناسبه أكثر من سوبرمان. أفادت التقارير أن نيكولاس هولت كان أعلى الممثلين أجرًا في الفيلم، وكان مؤهلاً للحصول على مكافآت إضافية بناءً على أداء الفيلم في شباك التذاكر.
في 11 يوليو 2023، أي قبل عامين من الموعد المقرر لعرض الفيلم، أُعلن عن انضمام كل من إيزابيلا مونير، وإدي غاثيجي، وناثان فيليون لأداء أدوار الأبطال الخارقين كندرا سوندرز|/هوك غيرل وميستر تيريڤيك، وغاي غاردنر/غرين لانترن، على التوالي. كانت ميرسيد قد اختبرت سابقًا لتجسيد شخصية باربرا غوردون/باتغيرل في الفيلم الغير منشور فتاة الوطواط، بينما شارك فيليون في عدد من أفلام جيمس غَن السابقة، من بينها دوره كـ كوري بيتزنر / تي.دي.كيه. في فيلم "فرقة الانتحار"، كما أدى صوت شخصية غرين لانترن هال جوردان في عدة أعمال رسوم متحركة. تم اختيار غاثيجي من بين أكثر من 200 ممثل مرشّح للدور. في اليوم التالي، أُعلن عن انضمام أنتوني كاريجان، الذي سبق أن أبدى اهتمامه بأداء شخصية لوثر، لتجسيد دور البطل الخارق ريكس ماسون / ميتامورفو.
اختار غَن بعض هؤلاء الممثلين في وقت سابق، لكنه كان ينتظر إتمام اختيار ممثلي شخصيتي سوبرمان ولويس لين قبل المضي قدمًا في التفاوض مع بقية طاقم العمل، الأمر الذي ترك هامشًا زمنيًا ضيقًا لإنهاء التفاوض قبل بدء إضراب نقابة SAG-AFTRA في 14 يوليو 2023. وفي ردّه على المخاوف بشأن احتمال أن تسرق الشخصيات الخارقة الأخرى الأضواء من قصة سوبرمان ولويس لين، أكد غَن أن هاتين الشخصيتين ستبقيان محور التركيز في الفيلم، وأن اختيار الممثلين الآخرين جاء بهدف مشاركتهم في مشاريع متعددة ضمن عالم DC السينمائي الجديد. وأضاف لاحقًا أن إدراج عدد كبير من الشخصيات في الفيلم يعود إلى رغبته في استكشاف تفاعلات كلارك كينت مع زملائه، وكذلك علاقات سوبرمان مع الأبطال الخارقين الآخرين، لتسليط الضوء على كيفية تأثير هذه العلاقات على قِيَم الشخصية وخياراتها.
عقب انتهاء إضراب نقابة كُتّاب أمريكا في سبتمبر 2023، كان من المتوقع أن يبدأ تصوير فيلم "سوبرمان: الإرث" في أوائل أو منتصف عام 2024. وفي الشهر التالي، أُفيد بأن جيسون موموا، الذي جسد شخصية "أكوامان" في عالم DC السينمائي السابق (DCEU)، قد ناقش إمكانية تجسيد شخصية "لوبو" في هذا الفيلم أو في فيلم منفصل. وقد أُعلن لاحقًا عن اختياره لأداء هذا الدور في فيلم DCU بعنوان "سوبرغيرل" (2026)، والذي كان يحمل في الأصل اسم "سوبرغيرل: امرأة الغد". انتهى إضراب نقابة SAG-AFTRA في 9 نوفمبر، وأُكد حينها أن التصوير سيبدأ في مارس 2024. وأوضح جيمس غَن أن الفيلم لا يزال في طريقه للعرض في يوليو 2025، كما كان مخططًا.
وفي منتصف نوفمبر، كُشف عن انضمام ماريا غابرييلا دي فاريا إلى طاقم العمل لتجسيد شخصية أنجيلا سبيكا / المهندسة، وهي إحدى الشخصيات المناوئة في الفيلم وعضوة في فريق "السلطة" (The Authority). من جانب آخر، ذكرت المغنية ماديسون بير أنها أرسلت تجربة أداء مصوّرة لكنها لم تنجح في الحصول على الدور، كما تقدّم أوشيا جاكسون جونيور لتجربة أداء دون أن يُختار.
كان نيكولاس هولت قد دخل في محادثات لأداء دور ليكس لوثر قبل بدء إضراب SAG-AFTRA، واستمرت المفاوضات بشأن الدور في نوفمبر. وفي الشهر نفسه، كُشف عن اختيار كل من سكايْلَر جيسوندو لتجسيد شخصية جيمي أولسن، وسارا سامبايو لتجسيد إيف تيشماتشر، مساعدة لوثر. وصرّح غَن أن جيسوندو، وسامبايو، ودي فاريا، جميعهم تم اختيارهم قبل بدء الإضراب. وأشار إلى أن اختيار ممثلَيْ شخصيتي ميستر تيريڤيك وتيشماتشر كان من أصعب مراحل الكاستينغ، وقد تطلّب الأمر إجراء عدد كبير من تجارب الأداء.
في ديسمبر 2023، أُعلن عن اختيار شون غَن، شقيق المخرج جيمس غَن، لتجسيد شخصية ماكسويل لورد في مشاريع مستقبلية ضمن عالم DC السينمائي الجديد (DCU)، بعد أن سبق أن أدّى بيدرو باسكال الدور ذاته في فيلم DCEU "المرأة المعجزة 1984" (2020). كان من المتوقع الإشارة إلى شخصية ماكسويل لورد في فيلم سوبرمان: الإرث، لكن لم يُعرف ما إذا كان سيظهر فعليًا فيه. أكد جيمس غَن أن نيكولاس هولت قد أبرم رسميًا عقده لأداء شخصية ليكس لوثر، في حين دخلت مريام شور في مفاوضات لأداء دور غير مُعلن، بعد مشاركتها في فيلم حرّاس المجرة – الجزء الثالث. ذكرت صحيفة هوليوود ريبورتر أن طاقم الفيلم يضم أيضًا كلاً من شون غَن وبوم كليمنتييف، وهما من نجوم سلسلة حرّاس المجرة. غير أن جيمس غَن نفى لاحقًا مشاركة كليمنتييف في الفيلم، وأكد أن شور لم يتم اختيارها رسميًا.
وأضاف أن سيناريو الفيلم كان شبه مكتمل قبل بدء إضراب الكُتّاب. وفي يناير 2024، صرّح غَن بأن أعمال تصميم مواقع التصوير، وصناعة الأطراف الاصطناعية، والنماذج البصرية كانت قيد التنفيذ، وأن الأزياء كانت قيد الإنهاء، كما تم اختيار معظم طاقم التمثيل بالفعل. من جانبها، أشارت رايتشل بروزناهان إلى أن الفيلم يُنتَج بروح محبة للمادة الأصلية، حيث نشأ العديد من أعضاء الطاقم والممثلين وهم يشاهدون أفلام سوبرمان ويقرؤون القصص المصورة. وفي نهاية يناير، أُعلن عن اختيار ميلي ألكوك لتجسيد شخصية كارا زور-إل / سوبرغيرل، ابنة عم سوبرمان. وأُفيد أن الشخصية ستظهر للمرة الأولى في فيلم سوبرمان: الإرث، تمهيدًا لبطولتها لفيلم مستقل بعنوان سوبرغيرل: امرأة الغد. وكانت ألكوك قد أدّت تجارب أداء واختبارات تصوير وهي مرتدية زي الشخصية، في موقع تصوير الفيلم في أتلانتا، جورجيا، في وقت سابق من يناير.
بدأت أعمال ما قبل الإنتاج لفيلم سوبرمان: الإرث في ولاية أوهايو مطلع فبراير 2024، حيث أعلنت دائرة التنمية في أوهايو أن تصوير الفيلم سيتم جزئيًا في مدينتي كليفلاند وسينسيناتي. وقد حصل الفيلم على أكثر من 11 مليون دولار ضمن برنامج الحوافز الضريبية في الولاية، وذلك استنادًا إلى إنفاق يُقدّر بـ 37 مليون دولار داخل أوهايو من أصل ميزانية إنتاج إجمالية أُفيد بأنها تبلغ 363.8 مليون دولار. اعترض جيمس غَن على دقة هذه الميزانية المعلَنة، والتي لو صَحّت، لجعلت الفيلم من بين أكثر أفلام الأبطال الخارقين تكلفة على الإطلاق. ولاحقًا، أُشير إلى أن الميزانية الإنتاجية الصافية للفيلم تبلغ 255 مليون دولار، بعد احتساب الحوافز والإعفاءات الضريبية. وفي فبراير أيضًا، صرّح الإعلامي والكوميديان المصري باسم يوسف أنه حصل على دور في الفيلم—يُرجّح أنه رُمان حرجدي، زعيم دولة شرق أوسطية خيالية—لكن تم حذف الشخصية من السيناريو. وقد عبّر يوسف عن اعتقاده بأن السبب في ذلك قد يكون متعلقًا بتصريحاته في أكتوبر 2023 التي انتقد فيها الحكومة الإسرائيلية خلال حرب غزة. غير أن غَن نفى هذه المزاعم، موضحًا أنه ناقش مع يوسف أداء دور في الفيلم قبل إضراب نقابة الكتّاب، لكنه لم يقدّم له عرضًا رسميًا، وأن حذف الشخصية تم بعد انتهاء الإضراب، وقبل تصريحات يوسف المذكورة. عُقدت جلسة قراءة جماعية للسيناريو بمشاركة طاقم العمل في 22 فبراير، وكشف غَن خلالها أن تيرينس روزمور سيجسد شخصية أوتيس، أحد أتباع لوثر، بعد أن شارك سابقًا بأدوار صغيرة في عدد من أفلام غَن. صرّح المدير التنفيذي لشركة وارنر برذرز ديسكفري، ديفيد زاسلاف، أن التصوير سيبدأ في الأسبوع التالي، وهو ما أكّده غَن، معلنًا في الوقت ذاته عن تقصير عنوان الفيلم إلى "سوبرمان" فقط. وبيّن أنه خلال عملية الكتابة شعر بأن مضمون الفيلم يتمحور حول التطلّع إلى المستقبل، بينما كان العنوان السابق "الإرث" يوحي بالنظر إلى الماضي.

### التصوير
دأ التصوير الرئيسي في 29 شباط (فبراير) 2024، وهو عيد ميلاد شخصية "سوبرمان" في قصص الكوميكس. وقد جرى التصوير في وادي أدفنتدالن في سفالبارد، النرويج، لمدة أسبوع، لتصوير مشاهد تتضمن "قلعة العزلة". اختار جيمس غَن منطقة سفالبارد لما تتميز به من جمال طبيعي، وتضاريس تشبه المنطقة القطبية الشمالية، حيث تقع القلعة في القصة. تم التصوير تحت العنوان المؤقت "جينيسيس" (Genesis).[177][189] وعاد المصوّر السينمائي هنري برامهام، الذي سبق أن عمل في الجزأين الأخيرين من سلسلة "حرّاس المجرة"، وفيلم "فرقة الانتحار" ، وكذلك "الفلاش". تم تصوير الفيلم بالكامل باستخدام كاميرات "ريد ديجيتال سينما" المعتمدة من قبل "آيماكس". وقد تأخر بدء التصوير عن الموعد المقرر في كانون الثاني (يناير) 2024، بسبب إضراب نقابة ممثلي الشاشة الأمريكية، وكان من المتوقع أن يستمر التصوير نحو أربعة أشهر. وتولّت شركة "ليغاسي إفكتس" تنفيذ المؤثرات العملية في الفيلم.
تم اختيار وندل بيرس لتجسيد شخصية بيري وايت في بداية شهر آذار (مارس). وقد بدأ التصوير في استوديوهات "ترايليث" بمدينة أتلانتا في ولاية جورجيا بحلول 8 مارس، وكان من المتوقع أن يستمر حتى 2 أغسطس. كما خُطّط لإجراء التصوير في مدينتي كليفلاند وسينسيناتي لمدة 37 يومًا بين 1 أبريل و23 أغسطس. وكان من المرتقب أيضًا أن يشمل التصوير مدينة ماكون في جورجيا. في أبريل، انضم بروسيت تايلور فينس ونيفا هاول إلى طاقم العمل لتجسيد شخصيتي جوناثان ومارثا كينت. وفي يونيو، تم اختيار بيك بينيت، وميكيلا هوفر، والوافد الجديد كريستوفر ماكدونالد لتأدية أدوار موظفي صحيفة "ديلي بلانيت" ستيف لومبارد، وكات غرانت، ورون ترووب. يُذكر أن هوفر سبق لها الظهور في عدة أفلام من إخراج جيمس غن. قام ديفيد كورينسويت ورايتشل بروسناهن بتصوير مشهد حواري مدته 12 دقيقة، وصفه جيمس غن بأنه يُشكّل 10% من الفيلم وتم تصويره خلال يومين، مشيرًا إلى أن الكيمياء بين الممثلَين كانت "ملموسة". وقد استُوحي أسلوب العلاقة بين الشخصيتين من فيلم "فتاته يوم الجمعة" الصادر عام 1940، لتصويرهما كشخصيتين متكافئتين في الذكاء والحضور، تربطهما رومانسية مشتهاة وحوار ذكي مستوحى من أعمال بريستون ستورجس. كان من المتوقع أن تظهر شخصيات من سلسلة الرسوم المتحركة "كائنات الكوماندوز" التي بدأت في عام 2024 ضمن الفيلم، وقد كان من نية جيمس غن وبيتر سافران أن يؤدي نفس الممثلين أدوارهم في النسختين المتحركة والحية ضمن عالم دي سي السينمائي الجديد. وأظهرت صور من موقع التصوير أن فرانك غريللو يعود لتجسيد شخصية ريك فلاج الأب، التي سبق وقدمها في تلك السلسلة.
انتقلت أعمال الإنتاج إلى شمال شرق ولاية أوهايو في 14 يونيو، حيث تم التصوير في منتزه شاطئ هيدلاندز بولاية أوهايو في مدينة مينتور. واستمر التصوير لمدة ستة أسابيع في أنحاء مدينة كليفلاند، بدءًا من وسط المدينة في 24 يونيو. شملت مواقع التصوير: شارع أونتاريو، محطة حافلات غريهاوند في كليفلاند، ساحة بوبليك سكوير، جسر ديترويت–سوبيريور، ساحة بي إن سي، ملعب بروغريسيف، وصالة كليفلاند آركيد. كما تم تصوير لقطات خارجية لمبنى بنك هنتنغتون، وبرج كي تاور، ونُصُب الجنود والبحّارة في ساحة بوبليك سكوير. استُخدم المظهر الخارجي لمبنى ليدر كمقر لصحيفة "ديلي بلانيت"، بينما استخدم برج كي تاور كمقر لشركة "ستاغ إنتربرايزز". اكتمل التصوير في كليفلاند في 16 يوليو، عندما صرّح جيمس غن بأن تبقى بضعة أسابيع فقط لإنهاء التصوير. وفي 18 يوليو، انتقل فريق العمل إلى مدينة سينسيناتي، حيث تم التصوير في مركز متحف سينسيناتي بمحطة "يونيون ترمينال"، وكذلك داخل نفق لايتل. وقد اختُتم التصوير نهائيًا في 30 يوليو.

### مرحلة بعد الانتاج
في أغسطس 2024، أكّد شون غن انضمامه رسميًا لأداء دور ماكسويل لورد في الفيلم. وفي الشهر التالي، تم الكشف عن مشاركة آلان توديك، الذي سبق له أداء عدة أصوات في سلسلة الرسوم المتحركة "كائنات الكوماندوز"؛ حيث أدى في هذا الفيلم صوت الروبوت "سوبرمان أربعة". كما كشف الكاتب مارك وايد عن ظهور شخصية "كريبتو" في الفيلم، وهو ما أكّده جيمس غن رسميًا في أكتوبر. أوضح غن أن تصوير شخصية كريبتو استُوحي من كلبه "أوزو"، الذي تبناه بعد فترة وجيزة من بدء كتابته لسيناريو "سوبرمان". وعلّق قائلاً: "كان أوزو صعب التعامل في البداية، وكنت أتساءل: يا ترى، كيف ستكون الحياة لو أن أوزو امتلك قوى خارقة؟" — وهكذا وُلدت شخصية كريبتو ضمن القصة وغيرت مسارها.
بدأ غن بعرض الفيلم على جماهير تجريبية في بداية ديسمبر. وتم تحديد يوم ونصف في لوس أنجلوس لتصوير لقطات إضافية فردية، أشار غن إلى أنها تهدف إلى "تعزيز جودة الفيلم" وليس إعادة تصوير مشاهد. وفي يناير 2025، تم تأكيد مشاركة ميلي ألكوك ضمن طاقم الفيلم. كما أُجري تصوير إضافي في أتلانتا استمر لثلاثة أيام بحلول نهاية مايو. أُعلن أن العمل على الفيلم اكتمل، وتم تأمين "نسخة الصورة النهائية" في 5 يونيو. وفي وقت لاحق من نفس الشهر، تم تأكيد أن مايكل روكر وبوم كليمنتييف قد قاما بأداء صوتي لاثنين من روبوتات سوبرمان، إلى جانب كوبر وأنجيلا سارافيان اللذين أديا صوتي والدي سوبرمان الكريبتونيين، جور-إل ولارا لور-فان. شارك في مونتاج الفيلم ويليام هوي وكريغ ألبيرت، بعد أن عملا على فيلمي "الرجل الوطواط" و"الخنفساء الزرقاء" (2023) على التوالي. كما عاد العديد من أفراد فريق المؤثرات البصرية الذين عملوا في فيلم "حرّاس المجرة: الجزء الثالث" للتعاون مجددًا مع غن في هذا العمل، من بينهم المشرف على المؤثرات البصرية ستيفان سيرتي. وتولت تنفيذ المؤثرات البصرية شركات "فريمستور"، و"إندستريال لايت آند ماجيك"، و"ويتا إف إكس".

## الموسيقى
في ديسمبر 2023، صرّح جيمس غن أن معظم موسيقى الفيلم وموضوعاته الأساسية كانت قد كُتبت بالفعل، لكن لم يُعلَن عن اسم المؤلف الموسيقي آنذاك لأن الاتفاق معه لم يكن قد اكتمل بعد. وفي فبراير 2024، أعلن غن أن جون مورفي هو من سيتولى تأليف موسيقى الفيلم، بعد أن سبق له العمل على موسيقى "فرقة الانتحار"، و"العطلة الخاصة لحرّاس المجرة" (2022)، و"حرّاس المجرة: الجزء الثالث". وفي ديسمبر، أكّد غن أن مورفي سيستخدم نسخة جديدة من لحن "مسيرة سوبرمان" الذي ألّفه جون ويليامز لفيلم "سوبرمان" الصادر عام 1978. اعتبر غن أن موسيقى ويليامز من أعظم الألحان السينمائية على الإطلاق، وكان قد ربط بين هذا اللحن وشخصية سوبرمان منذ مراحل تطوير الفيلم الأولى. واعتبر أن إدراج هذا اللحن هو وسيلة لإعادة الصدى إلى النسخ السابقة من الشخصية. يتميّز الفيلم بوجود عدد أقل من الأغاني المرخّصة مقارنة بأعمال غن السابقة في مجال أفلام الأبطال الخارقين. وفي أبريل 2025، كُشف أن ديفيد فليمنغ شارك في تأليف بعض المقاطع الموسيقية، وتقاسم الفضل في العمل الموسيقي مع مورفي. كما تضمّن الألبوم الغنائي للفيلم أغنية تؤديها لولو صفـران، ابنة المنتج بيتر صفـران، بالتعاون مع فرقة الروك الأمريكية "فوكسي شازام"، حيث شاركت لولو والمغني إيريك نالي في الأداء الصوتي، وكانت الأغنية من تأليف جيمس غن ونالي.

## التسويق
بدأ جيمس غن تصوير فيلم "سوبرمان" في فبراير 2024 بنشر صورة لشعار الشخصية، ولاحظ المعلقون تشابهه مع زي شخصية "Kingdom Come" لكن بالألوان الكلاسيكية الحمراء والصفراء. روّج بيتر صفـران للفيلم خلال عرض "سينماكون"، وظهر كل من غن، وديفيد كورينسويت، ورايتشل بروسناهن في رسائل مصوّرة. خلال العرض، تم الكشف عن الشعار الكامل، وأعلن غن أنه سيحضر سينماكون التالي شخصيًا مع الطاقم لإطلاق "صيف سوبرمان". في مايو، صدرت أول صورة رسمية لكورينسويت وهو يرتدي زي سوبرمان، بينما يظهر تهديد فضائي في الخلفية، وقد أثارت الصورة انتباه الجمهور بسبب عودة السروال الأحمر. بعض تفاصيل الزي قارنتها التعليقات بتصميم “الـ52 الجديدة” من دي سي كوميكس، وأدت إلى تكهنات حول طبيعة الشخصية والخصوم المحتملين. كما تم عرض مجسم مستوحى من "قلعة العزلة" في جناح وورنر برذرز خلال معرض الترخيص في لاس فيغاس. في أكتوبر، كشف غن عن أول صورة للكلب "كريبتو" إلى جانب سوبرمان بمناسبة شهر "تبنّي الكلاب من الملاجئ". وفي ديسمبر، نُشر ملصق متحرك يتضمن نسخة هادئة من "مسيرة سوبرمان" من تأليف ويليامز، باستخدام غيتار كهربائي. واعتبر الملصق تكريمًا لنسخة كريستوفر ريف، لكن بطابع موسيقي أكثر تأملًا. الإعلان التشويقي الأول عُرض للصحفيين في 16 ديسمبر، وحقق أكثر من 250 مليون مشاهدة خلال 24 ساعة، ليصبح الأكثر مشاهدة في تاريخ أفلام DC. أصدرت شركة "واتر تاور ميوزك" موسيقى الإعلان بعنوان "Theme from Superman (Trailer Version)". في فبراير 2025، شارك الفيلم في رعاية "مباراة الجراء" على قناة أنمل بلانيت بالتزامن مع السوبر بول، وظهر غن مع كلبه "أوزو" لتقديم لمحة جديدة عن الفيلم، حيث مُنحت جائزة "كريبتو سوبر بلاي" لأحد الجراء.
عُيِّن ريكي ستراوس، المسؤول السابق في آبل TV+ وديزني، مستشارًا للتسويق بعد مغادرة مدير التسويق العالمي لشركة وورنر برذرز. وأكّد صفـران أن ديفيد زاسلاف حشد دعم الشركة بكاملها للفيلم، كما حدث سابقًا مع "باربي". خلال سينماكون في أبريل 2025، ظهر غن والممثلون على المسرح للترويج للفيلم، وتم عرض مشاهد مطولة ولقطات من وراء الكواليس. عُرضت تلك المشاهد أيضًا في صالات آيماكس أثناء عرض فيلم "ماينكرافت"، وتم إصدارها عبر الإنترنت لاحقًا. حظيت شخصية "كريبتو" بإعجاب خاص خلال أحد المقاطع، ووصفتها بعض المواقع بأنها "سرقة للعرض" بطرافتها وفوضويتها. نُشرت مشاهد ما خلف الكواليس في 18 أبريل، الذي صادف "يوم سوبرمان"، احتفالًا بظهوره الأول في العدد الأول من سلسلة "أكشن كوميكس" عام 1938.

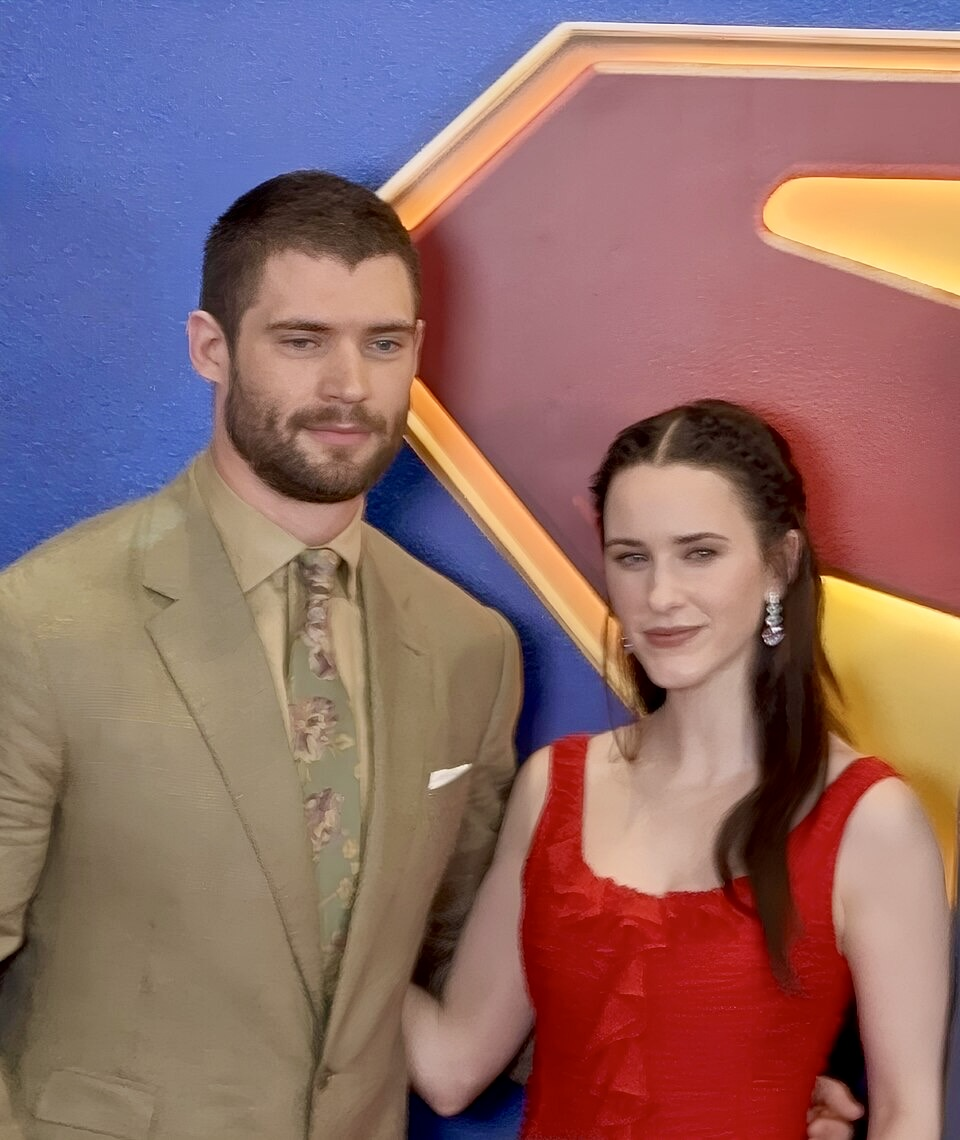
كورينسويت وبروسناهن في مانيلا خلال يونيو 2025.

تم إصدار العرض الرسمي الأول للفيلم في 14 مايو، واعتبره راي فلوك من موقع Bleeding Cool عرضًا قويًا، مشيدًا بمزيج الحركة والفكاهة وظهور شخصيات داعمة من عالم دي سي، وقال إن غن أثبت أن شخصية سوبرمان "في الأيدي الصحيحة"، وأنه "بلا شك سوبرمان الذي نحتاجه الآن أكثر من أي وقت مضى". وأشار ويسلي ين-بول من IGN إلى العلاقة بين كلارك كينت ولويس لين، واعتبر أن الحوار في المقطع يثير تساؤلات أخلاقية حول تدخل سوبرمان في حرب أجنبية. وأكد مايكل مكويرتور من Polygon هذا التفسير، موضحًا أن الإعلان يطرح سؤالًا حول ما إذا كانت أفعال سوبرمان تمثل القيم الأمريكية.
في بداية يونيو، صدر رواية قصيرة تمهيدية بعنوان سوبرمان: مرحبًا بكم في متروبوليس، وتتناول بدايات كلارك ولويس في صحيفة ديلي بلانيت، وتقدم أعضاء "عصابة العدالة" وشخصية "ميتالو". في 11 يونيو، تم إصدار العرض النهائي للفيلم، قبل شهر من إطلاقه، ووصفه جيرماين لوسييه من Gizmodo بأنه "الأكثر كشفًا حتى الآن"، مشيدًا بالمؤثرات البصرية وتسلسل الأحداث، وتسليط الضوء على كراهية لوثر لسوبرمان. وتكهن جورج مارستون من Total Film بأن سوبرمان سيتعاون ويصطدم مع عصابة العدالة، بينما أشاد إرنيستو فالينزويلا من MovieWeb بطريقة قلب خطاب لوثر التشاؤمي بتفاؤل سوبرمان، واعتبره "بناءً ذكيًا للمقطع الدعائي".
عُرضت أول 30 دقيقة من الفيلم في سينيوورب ببرشلونة يوم 17 يونيو، ثم في مانيلا في 19 يونيو، ضمن "جولة سوبرمان العالمية" التي تشمل سبع مدن رئيسية حول العالم. وصفت فيدا لونا زبالا من Nylon Manila اللقطات بأنها "مرحة، مفعمة بالألوان والأمل"، وأشادت بأداء نيكولاس هولت. وفي 1 يوليو، عُلّق تمثال بارتفاع 3.4 متر لسوبرمان، مجسدًا على شكل كورينسويت، على قمة برج "ذا شارد" في لندن، تحت شعار "انظر إلى الأعلى"، ليصبح أعلى منحوتة عامة في تاريخ المملكة المتحدة. كما نُصبت 25 كشكًا مؤقتًا لصحيفة "ديلي بلانيت" في أنحاء لندن. وأقيمت فعالية جماهيرية في 2 يوليو بسينما "ليستر سكوير" في لندن. تعاون الفيلم مع فاندانغو وأمازون برايم لعروض أولية في 8 يوليو، والتي سجلت أعلى مبيعات يوم أول في تاريخ فاندانغو لهذا العام، متفوقة على فيلم "الأربعة المذهلون: الخطوات الأولى" من مارفل. كما تعاون الفيلم مع فريق "لولا كارز" لبطولة الفورمولا إي في سباق برلين، حيث قدم الفريق تصميمًا خاصًا مستوحى من الفيلم. وأعلنت شركتا Funko وMcFarlane Toys عن إصدار تماثيل وألعاب مستوحاة من الفيلم. أفاد هوليوود ريبورتر أن وورنر برذرز ودي سي ستوديوز قد ينفقان نحو 200 مليون دولار على حملة تسويق الفيلم.
وقبيل إصدار الفيلم، وفي ظل عمليات الترحيل الجماعي خلال الولاية الرئاسية الثانية لدونالد ترامب، صرّح غن بأن "سوبرمان هو قصة أمريكا"، موضحًا أنه "مهاجر جاء من مكان آخر وساهم في تشكيل هذا البلد، لكنه بالنسبة لي قصة تقول إن اللطف البشري الأساسي هو قيمة فقدناها". وقد أثارت تصريحاته انتقادات من مؤيدي ترامب وحركة "اجعلوا أمريكا عظيمة مجددًا"، ووصفت قناة فوكس نيوز الفيلم بأنه سوبرمان أصبح سياسي يساري، لكن غن رد مؤكدًا أن سوبرمان "لكل الناس"، وأن الفيلم "يتحدث عن اللطف، وهذا أمر يمكن للجميع أن يرتبط به".

## الإصدار
عُرض فيلم سوبرمان لأول مرة في مسرح تي سي إل الصيني يوم 7 تموز (يوليو) 2025، وتم إطلاقه عالميًا في دور العرض السينمائي بواسطة صور وارنر بروز يوم 9 تموز، بينما صدر في الولايات المتحدة الأمريكية والصين في 11 تموز، وذلك بصيغ متعددة شملت آي ماكس، وريل دي ثلاثي الأبعاد، ودولبي سينما، وسكرين إكس، وفور دي إكس.
في يناير 2025، قدّمت عائلة جو شوستر—أحد مبتكري شخصية سوبرمان—دعوى قضائية ضد شركة وارنر برذرز ديسكفري، زاعمة أن حقوق توزيع الفيلم في بعض الأسواق الدولية قد عادت إليهم استنادًا إلى اختلاف قوانين حقوق النشر، وتشمل هذه الأسواق المملكة المتحدة وجمهورية أيرلندا وأستراليا منذ عام 2017، وكندا منذ عام 2021. وفي آذار (مارس)، تقدّمت شركة وارنر برذرز ديسكفري بطلب لرد الدعوى، مستشهدة بأحكام سابقة في قضايا حقوق نشر مماثلة تم رفضها، وقد تم بالفعل رفض الدعوى في أبريل بسبب انعدام الاختصاص القضائي. غير أن العائلة أعادت تقديم الدعوى أمام المحكمة العليا لولاية نيويورك بعد شهر، وطلبت إصدار أمر قضائي بوقف توزيع الفيلم، لكن المحكمة رفضت الطلب في أوائل يونيو.

## الاستقبال

### شباك التذاكر
اعتبارًا من 3 أغسطس 2025، حقق فيلم سوبرمان إيرادات قدرها 316.1 مليون دولار في الولايات المتحدة وكندا، و235 مليون دولار في الأسواق الدولية، ليصل إجمالي الإيرادات العالمية إلى 551.1 مليون دولار.
في بداية يونيو 2025، أفاد موقع ذا راب أن فيلم سوبرمان يحتاج إلى تحقيق أكثر من 500 مليون دولار عالميًا ليُصبح مربحًا في شباك التذاكر، لكنه سيحتاج إلى كسب حوالي 700 مليون دولار ليُعتبر ناجحًا. قدّرت هوليوود ريبورتر أن الفيلم يمكن أن يحقق افتتاحية محلية تبلغ حوالي 175 مليون دولار وإجمالي عالمي محتمل يتجاوز مليار دولار، استنادًا إلى مؤشرات التفاعل مع أول مقطع دعائي كامل للفيلم، مع الإشارة إلى أن تكاليف الإنتاج والتسويق بلغت مجتمعة حوالي 400 مليون دولار. قبل ثلاثة أسابيع من إصدار الفيلم، كان من المتوقع أن يحقق سوبرمان بين 125 و145 مليون دولار أو نحو 135 مليون دولار في عطلة نهاية أسبوعه الافتتاحية محليًا، وهو ما سيكون أعلى من افتتاحية الرجل الفولاذي (116 مليون دولار). قدّرت دي سي ستوديوز ووارنر براذرز افتتاحية أكثر تحفظًا تتراوح بين 90 و125 مليون دولار، في حين بقيت التوقعات المرتفعة عند 175 مليون دولار قائمة، والتي كانت ستتجاوز افتتاحية باتمان ضد سوبرمان: فجر العدالة (166 مليون دولار) كأكبر افتتاحية لفيلم من إنتاج دي سي. في أسبوع الإصدار، توقّع موقع ديدلاين هوليوود أن يُحقق الفيلم ما بين 115 و130 مليون دولار في شباك التذاكر المحلي خلال افتتاحيته.
في 10 يوليو، أفاد ديدلاين هوليوود أن الفيلم جمع 2.8 مليون دولار من عروض المعاينة يوم الثلاثاء، ليصل إلى إجمالي تقديري يبلغ 21 مليون دولار بما في ذلك عروض المعاينة يوم الخميس. في نهاية معاينات يوم الخميس، حقق الفيلم 22.5 مليون دولار، عند احتساب عروض السينما التقليدية وعروض أمازون برايم يوم الثلاثاء (2.8 مليون). كان هذا، في ذلك الوقت، أفضل إيرادات معاينة لفيلم عُرض خلال سنة 2025 قبل أن يتجاوزه فيلم ذا فانتستك 4: الرحلة الأولى بعد أسبوعين، كما مثّل رقمًا قياسيًا لأي فيلم شارك فيه جيمس غن. كما كان هذا الرقم أعلى من الرقم القياسي السابق الذي حققته وارنر براذرز مع فيلم باربي. أصبح من المتوقع الآن أن يُحقق الفيلم ما بين 115 و121 مليون دولار في شباك التذاكر المحلي خلال عطلة نهاية أسبوعه الافتتاحية، وأكثر من 210 مليون دولار عالميًا خلال نفس الفترة. حقق الفيلم 56.5 مليون دولار في يومه الأول، ليُسجل ثاني أعلى إيرادات يوم افتتاح في عام 2025، بعد فيلم ماينكرافت. في النهاية، افتتح الفيلم بإيرادات بلغت 125 مليون دولار، متصدرًا شباك التذاكر، ليُصبح أكبر افتتاحية لفيلم مستقل عن سوبرمان، متجاوزًا الرجل الفولاذي (2013) الذي افتتح بـ116.6 مليون دولار، وكذلك ثاني أكبر افتتاحية لفيلم يظهر فيه سوبرمان، بعد باتمان ضد سوبرمان: فجر العدالة (166 مليون دولار في 2016). كما حقق ثالث أعلى افتتاحية لفيلم في عام 2025، بعد فيلم ماينكرافت وليلو وستيتش. في عطلة نهاية الأسبوع الثانية، احتفظ الفيلم بالمركز الأول محققًا 57 مليون دولار. مثّلت هذه الإيرادات انخفاضًا بنسبة 54%، وهو ما اعتُبر أفضل من أفلام الأبطال الخارقين الأخرى في عام 2025 حتى ذلك الحين، مثل كابتن أمريكا: عالم جديد شجاع (68%) وثاندربولتس* (56%)، ويُعزى ذلك إلى ردود الفعل الإيجابية من الجمهور، حيث أشار المحلل في كومسكور، بول ديرغارابيديان، إلى أن انخفاض عطلة نهاية الأسبوع الثانية يُشير إلى "سوق تتقبل الفيلم بشكل إيجابي". في عطلة نهاية الأسبوع الثالثة، أُزيح الفيلم من الصدارة من قبل الوافد الجديد ذا فانتستك 4: الرحلة الأولى، ليحل ثانيًا بإيرادات بلغت 24.9 مليون دولار، بانخفاض قدره 57%. أصبح أول فيلم من عالم دي سي يتجاوز حاجز 300 مليون دولار محليًا منذ فيلم ذا باتمان (2022).
في عطلة نهاية أسبوعه الافتتاحية، حقق الفيلم ما يُقدّر بـ95 مليون دولار من الأسواق الدولية، ليصل إلى إجمالي إيرادات قدره 220 مليون دولار. تشمل أعلى الأسواق من حيث الإيرادات: المملكة المتحدة (9.8 مليون دولار)، المكسيك (8.8 مليون دولار)، الصين (6.6 مليون دولار)، البرازيل (5.9 مليون دولار)، أستراليا (5.3 مليون دولار)، فرنسا (4.2 مليون دولار)، كوريا (4.2 مليون دولار)، الهند (3.8 مليون دولار)، إسبانيا (2.9 مليون دولار)، واليابان (2.5 مليون دولار). عُزي الأداء الضعيف نسبيًا خارج الولايات المتحدة وكندا، لا سيما في أسواق مثل الصين حيث افتتح في المركز الرابع، جزئيًا إلى الجذور الوطنية الأمريكية لشخصية سوبرمان، حيث صرّح ديفيد إيه. غروس من شركة فرانشايز ري موفي كونسالتينغ قائلاً: "لطالما ارتبط سوبرمان بشخصية وقصة أمريكية بامتياز، وفي بعض أنحاء العالم، لا تحظى أمريكا حاليًا بشعبية كبيرة".

### الاستقبال النقدي
على موقع روتن توميتوز، وهو موقع لتجميع تقييمات النقاد، حصل الفيلم على نسبة 83% من المراجعات الإيجابية من أصل 470 ناقدًا. وجاء في إجماع آراء الموقع: "من خلال إنجازه البطولي المتمثل في بناء عالم جديد نابض بالحياة، مع إبراز القلب الكبير النابض لبطل هذا العالم في الصدارة، يحلّق سوبرمان هذا الفيلم عالياً باعتباره 'رجل الغد'، المتجذر في واقع اليوم."أما موقع ميتاكريتيك، الذي يستخدم متوسطًا مرجّحًا للتقييمات، فقد منح الفيلم درجة 68 من أصل 100، بناءً على تقييم 58 ناقدًا، مما يشير إلى "مراجعات إيجابية بشكل عام".أمّا الجمهور الذي تم استطلاعه من قبل سينماسكور، فقد منح الفيلم تقديرًا متوسطًا من الدرجة "A−"، على مقياس من A+ إلى F، وهو نفس التقدير الذي حصل عليه الرجل الفولاذي الصادر عام 2013.

## روابط خارجية
- سوبرمان على موقع IMDb (الإنجليزية)
- سوبرمان على موقع ميتاكريتيك (الإنجليزية)
- سوبرمان على موقع روتن توميتوز (الإنجليزية)
- سوبرمان على موقع قاعدة بيانات الأفلام العربية
- سوبرمان على موقع ألو سيني (الفرنسية)
- سوبرمان على موقع أول موفي (الإنجليزية)
- سوبرمان على موقع فيلمافينيتي (الإسبانية)
- سوبرمان على موقع قاعدة بيانات الأفلام السويدية (السويدية)
- سوبرمان على موقع قاعدة بيانات الفيلم (الإنجليزية)
- سوبرمان على موقع ليتربوكسد (الإنجليزية)